# ライザのアトリエ2 〜失われた伝承と秘密の妖精〜
『ライザのアトリエ2 〜失われた伝承と秘密の妖精〜』（ライザのアトリエツー うしなわれたでんしょうとひみつのようせい）は、コーエーテクモゲームスより発売されたゲームソフト。『アトリエシリーズ』の一作。
Nintendo Switch・PlayStation 4・PlayStation 5（DLのみ）・PC（Steam）のマルチプラットフォームでPS5/PS4/Switch版は2020年12月3日に発売され、Steam版は2021年1月26日に発売。

## 概要
錬金術によるアイテム作成を主題としたアトリエシリーズの22作目（スピンオフ系タイトルを除く）。2020年7月20日配信の「Nintendo Direct」にて発表された。ガスト開発部の横浜移転後初のアトリエシリーズ新規タイトルでもある。
『ライザのアトリエ 〜常闇の女王と秘密の隠れ家〜』の続編で、前作から3年後の物語が描かれる。主人公の続投はシリーズでは初のケースとなる。前作では主にクーケン島とその周辺地域のみが舞台であったが、今作では王都とその周辺地域が舞台となる。
雨など天候の変化による街並みやフィールドのグラフィックはより綺麗になっている。
2022年9月13日にNintendo Directにて『ライザのアトリエ3 〜終わりの錬金術士と秘密の鍵〜』が発表された。

## ゲームシステム
前作と同じように基本的に年月や期間の設定はなく、1日の時間帯はライザのアトリエ内にあるベッドで寝ることで自由に変更可能。また、模様替えとしてアトリエの内装や小物の配置を変更できる。フィールド上のアクションは「蔦を掴んで崖を登る」、「泳ぐ」、「水中に潜ってアイテムを採取する」、「霊獣に乗り移動する」など多彩になった。
調合システムについては前作から引き続いて「マテリアル環」を使用しアイテムを作成する。新たに属性を変化させる「エッセンス」、アイテム同士を掛け合わせる「エボルブリンク」といった方法も追加された。以前の冒険で覚えたアイテムレシピは「スキルツリー」という盤上で「SP」を消費して習得していく型式とされた。
戦闘システムは「リアルタイムタクティクスバトル」が強化され、パーティメンバーはメイン3人に加えサブ1人の4人が参加できるほか、敵の攻撃を防ぐガード、アクションポイント（AP）がある限りスキルを連続して発動する「スキルチェーン」、アイテムを4連続まで使用できる「アイテムラッシュ」等の新要素が入った。
なお、キャラクターを自由に配置して好きなように撮影できる「フォトモード」は最初から実装されている（後に無料アップデートでNPCや敵の魔物も配置可能となった）。

## 登場人物

### 主要人物
ライザリン・シュタウト
声 - のぐちゆり
本作の主人公。愛称は「ライザ」。20歳。身長163cm。前作の冒険後はクーケン島に残り、今では実家の農業を手伝いつつ錬金術士として仕事もする島の子供達の教師的存在となっている。独学で続けている錬金術は行き詰まり気味。タオからの錬金術が関係する遺跡を発見した旨の手紙と、ボオスの父親であるモリッツからの正体不明の物体の調査依頼を受けたことで、島を出て王都アスラ・アム・バートへ向かう。
王都に到着後はパティの父・ヴォルカーから承諾を得て、中央区にある建物の一室をアトリエとして借り、再会した友人や新しい仲間達と共に遺跡の調査に乗り出す。今作の冒険の途中で出会ったフィーとは掛け替えのない相方として仲を深め、就寝時も一緒に寝るなど、世話を欠かさない。王都においてはクーケン島との差に驚かされながらも、住民との交流で錬金術士としての知名度を上げていく。
フィー
声 - 和多田美咲
ブルネン家に代々伝わる「虹の宝玉」（タマゴ）から生まれた、正体不明の小動物。体長は50cm。自由に空を飛ぶことが可能で、大きな耳と二又に分かれた尻尾が特徴。可愛らしい容姿をしており、ライザに懐いて共に行動するようになる。ライザやタオ達は見たことがない生物だと認識しているが、深く詮索はされず、皆からも愛されている。名前は鳴き声からライザが名付けた。王都近郊にある遺跡に連れて行くと反応を示すため、何かしら関連性があるのではないかと推測される。
性格は明るく感情豊かで、小さい体ながらも遺跡で落下しそうになったパティを持ち上げるなど、力もある。知能も高く、人語を話すことは出来ないが、人語を理解して感情を示すことが出来る。相棒に誘うクリフォードに毎度違ったリアクションをしたり、構ってもらえないと拗ねたりする。また、ボオスの頭の上がお気に入り。物語終盤、フィーの正体は異界の生物だという事実が明らかになる。
クラウディア・バレンツ
声 - 大和田仁美
行商人ルベルトの娘。20歳。身長164cm。現在は王都一帯で商会の仕事をしている。前作でのライザ達との冒険の思い出が忘れられず、王都でライザと思いがけず再会を果たして大いに喜ぶが、今の立場からあまり動けないことに歯がゆさを感じ、仕事が一段落した際に念願叶ってパーティに加わる。商人としての腕前は確かで、ロミィと取引の交渉では渡り合う。なお、今作では魔法の弓を武器として扱う。
行商人という家柄から一か所に長く滞在する事が少なく、友人作りの難しさを強く実感しているため、ライザとの再会を喜びつつ、またいずれ別れることになる寂しさと、別れてしまったら友情も薄れてしまうのではないかという不安を感じている。そのためか3年間でライザに対する独占欲が肥大化し、嫉妬や勘ぐりから自己嫌悪してしまうことも。
レント・マルスリンク
声 - 寺島拓篤
ライザの幼馴染の一人。21歳。身長179cm。前作の冒険後に武者修行として旅に出る。立ち寄った王都のカフェにて、偶然ライザ達と再会する。だが、以前の活発さはなりを潜め、ライザ達には無気力な態度で応対する。しかし、ゼフィーヌとの会話で気持ちを切り替え、大切な友人であるライザ達とまた旅をしたいと廃鉱の遺跡へ向かい、窮地に陥っていた彼女達を救ってこれまでの態度を謝罪し、パーティに加わる。
3年間で彼が卑屈で後ろ向きになってしまった理由は、武者修行の旅中に各地の村などで魔物退治等をして感謝されるうち、剣を振るう理由を見失ってしまい、「助けてあげたのに感謝されない、怖がられる」といった対応をされることにふてくされ、毛嫌いする自分の父親に似てきたのではと嫌悪感を抱いたため。後にリラからの指摘やライザとの交流で思いを改め、明るく前向きな姿へと戻る。
タオ・モンガルテン
声 - 寺島惇太
ライザの幼馴染の一人。18歳。身長170cm。現在はボオスと共に王都へ留学中で、パティの家庭教師をしている。前作から大きく背が伸び、声変わりをした。そのため、ライザと出会った当初は彼女から気付かれなかった程。前作では鎚を扱っていたが、今作では二本の短剣を装備している。過去から伝わる伝承と王都近郊にある遺跡の調査を行っており、努力を重ねているが、古代文字の解読までは出来ていない。
遺跡調査や古代文明のこととなると周りが見えなくなるのは相変わらずで、数日徹夜で部屋に籠り、ライザやボオスが呼びに来るまで全く気付かないなど、時間を忘れてしまうのもしばしば。実は教え子であるパティに好意を抱かれているが、その思いには全く気付いていない。ライザが王都に来るまでは話し相手がボオスしかおらず、彼を引き留めて毎回長話をするため、ボオスは辟易していた。
パトリツィア・アーベルハイム
声 - 大空直美
王都の貴族であるヴォルカーの娘。愛称は「パティ」。16歳。身長157cm。剣術の嗜みがあり、長巻のような剣を振るって戦う。タオの教え子で、彼に対しては密かに恋心を抱き、王都に来たライザとタオの関係が気になって彼らの遺跡調査に同行するという形でパーティの一員となる。性格は少々世間知らずな面がある。3年前からの絆があるライザ、タオ、レント、クラウディアの4人の仲の良さには、輪に入り辛いと感じて羨ましがることも。
貴族という立場上、自分の気持ちを押し殺すこともあるが、芯が強くタオが家庭教師をクビになりそうになった際は理論的ながらも情熱を持って、初めて父親のヴォルカーに自分の気持ちをぶつけた。父は自分の気持ちを伝えてきた娘に驚きはしたものの、同時に成長を喜んでおり親子関係は修復された。それからは徐々に自分の気持ちに素直になり、タオにアプローチを行い、ライザからもその恋を応援されている。
クリフォード・ディズウェル
声 - 竹本英史
トレジャーハンターの青年。23歳。身長176cm。トレジャーハンターを名乗ってはいるものの、実際には盗賊に近い。武器はブーメラン。王都に向かう途中、魔物と戦うライザを手助けした。昔のトレジャーハンターの自叙伝を持ち歩いており、フィーを相棒として目を付け、勧誘する。個人的に水中にあるらしい遺跡の調査方法を探していたが、ライザが水中でも呼吸できるアイテムを製作したのを機にパーティに入る。
見た目や性格は胡散臭いが、トレジャーハンターとしての矜持は高く、サバイバル能力や罠の解除に長ける。お宝には目が無いが、金勘定よりロマンを大切にし、食いつないで行ける程度の稼ぎしかなくてもロマンを追い求めてお宝を探し続ける。ずっと一人で稼業をしていたためか、一人旅は分け前で揉めることもなく気楽だと語るも、ライザ達と共に行動する内に、多人数での冒険も悪くないと感じ始める。
セリ・グロース
声 - 藤井ゆきよ
前作に登場したリラやキロと同じオーレン族の女性（氏族は緑羽氏族）。年齢は不詳。身長160cm。右目が朱色、左目が黄色のオッドアイ。汚染された故郷の地を蘇らせようと浄化作用のある植物の種を集める旅をしており、古の時代から生きるという古い植物を見つけることを望む。言い伝えからその植物がありそうな廃鉱の遺跡へ向かうライザ達に同行を願い出てパーティ入りする。植物など自然の力を行使する腕輪で戦い、戦闘中は「木精」というバフを付与してスキルを強化できる。
故郷が滅びる元凶となったクリント王国の錬金術を知っているため、当初は錬金術士だと知ったライザを内心敵視し、態度も余所余所しかったが、リラからライザのことを聞かされ、また自分のことのように困り事を解決しようと奮闘する彼女の優しさに触れ、徐々に警戒心を解いていく。生まれや氏族としての体質から植物関連には詳しいものの、鉱石などの見分け方は苦労しているらしい。

### 王都の人々
ヴォルカー・アーベルハイム
声 - 新垣樽助
パトリツィアの父親。王都の貴族で、元騎士。41歳。身長182cm。学園区の邸宅に住む地域の長でもある。領地を開拓中だが、人の住めない土地が多く、ライザに爆弾の製作を依頼する。そして完成品の質の良さから錬金術士としての腕を認め、王都の人々への手助けも条件に、中央区にあるアトリエの家賃をタダにした。
典型的な貴族らしい考え方をしており、自分や家の体裁、面子を気にしている。そのため平民のタオと貴族の娘のパティが一緒にいる姿を見て、貴族と平民の恋愛は駄目だと独断でタオを解雇しようとした。パティとは一時的に喧嘩になってしまうも、後に初めてはっきり気持ちを伝えた娘の成長に喜び、和解する。
ボオス・ブルネン
声 - 阿座上洋平
ブルネン家の息子。21歳。身長174cm。タオと同様に王都へ留学中。将来的に家を継ぐために勉強に励んでいる。かつて犬猿の仲だったタオとはすっかり親しくなり、王都にやって来たライザにも世話を焼く。ブルネン家に伝わる石から生まれたフィーには懐かれてしまい、頭上に乗ることを嫌がりつつも、本気で怒ることはない。
留学中もブルネン家の跡取りに相応しい男になるため、そして前作に登場したキロに再会するため、勉学は勿論のこと剣術修行にもストイックに打ち込んでおり、毎日郊外の森で剣の稽古を欠かさない。勉学のみに励む彼しか知らず、剣を振るうというボオスの姿を見たライザ達はその熱意に驚いていた。
ゼフィーヌ・ボドワン
声 - 逢田梨香子
学園区にあるカフェで働いている看板娘。24歳。身長162cm。マスターがほぼ表に出ない上に追加人員も雇わないので、彼女が一人で依頼掲示板の管理も含め店を切り盛りしている。それゆえに大変そうなものの、仕事自体は好きなことから苦にしてはいない。王都生まれの王都育ちなため、旅人などから外の話を聞くのが趣味。
彼女目当ての客も多く、常に店は賑わっているが実は客の多くは旅人や商人、冒険者で王都の住民は意外と少ない模様。料理を食べたタオやレントの感想で旅人にも大切な故郷と故郷の味があることを悟り、店を訪れた客を癒す故郷の味を提供しようと思い立ち、後に各地の料理を覚える旅に出る決意をする。
デニス・ホーラント
声 - 八木沼凌
職人区で働く鍛冶屋。33歳。身長171cm。彫金師でもあり、王都内では優れた技術を持つ。バレンツ商会（クラウディア）から品を卸してもらっている。珍しい鉱石には目がなく、目利きもある。金細工コンテストへと出場し、未知の金属を用いての優勝を狙う。なお、彼に話しかけると装備を強化することができる。
鍛冶屋としての誇りは高く、コンテストに出場する際も「ライザの錬金術で新しい鉱石を作成する」というような行為は断っている。ただし、ライザは鉱石ではなく工具を作成することで彼の頑張りに貢献した。タオと同じように集中力が高いためか、作業中に誰かが訪問しても気付かないこともある。
ロミィ・フォーゲル
声 - 長久友紀
中央区にある商店の店長。26歳。身長154cm。ライザとは顔馴染みでクラウディアとは良き交渉相手関係。3年前は行商人として何度もクーケン島に出入りしていた。現在は露店街に店を出し、新人の子を雇って自身の仕事を手伝わせている。なお、彼女に話しかけると王都内の各ショップの開発を行うことができる。
商売人としての腕前は健在で、その手腕には王都の商人も舌を巻く程。ショップの開発も凄い物を仕入れて販売すれば、それに刺激され負けじと周りの商店も仕入れや販売に力を入れるから、という彼女の提案によるもの。新人ちゃんとは地方で出会い、腕っ節が強いという彼女に護衛を任せている。
カサンドラ・カペリ
声 - 鈴代紗弓
農業区にある農家の娘。29歳。身長169cm。5人姉妹の長女であり、毎日農業に精を出している。作業の大変さに人手不足を嘆きながらも、家族は女だけしかいないため、そもそも不安だということと、王都の男性達はあまり土いじりをやりたがらない、という理由によって男を雇う予定はないとのこと。
農業自体は別に好きでもないが、農家出身なために今までずっと義務として仕事をこなしてきたらしい。農家仲間という事でライザとは気が合い、錬金術を生かして作物の悩みを解決したり、新しい作物を使ったお菓子作りをして交流を深め、後にライザに対して自分の畑の使用許可を出す。
その他の人々
植物好きで男性が苦手な学生のカリナ、二人の部下（ルイとザイク）を持つ盗賊団のリーダーのドラリア、夫が鉱山で働いている主婦のクコリッサ、交易商のトーマスとメイド、宿屋の娘のルーネ、ロミィの弟子の新人ちゃんなどが暮らしており、ライザに依頼（頼み事）をすることもある。

### その他
アンペル・フォルマー
声 - 野島裕史
流れの錬金術士。年齢は不詳。身長172cm。ライザの錬金術の師匠で、今作においてもリラとの二人旅を続け、自分達の住む世界と異界を繋ぐ門や遺跡の調査を行っている。とある遺跡の内部にて、偶然ライザ達と再会することになる。王都に滞在中は主に職人区の宝飾店前にいることが多い。物語終盤では重要な役目を果たした。
リラ・ディザイアス
声 - 照井春佳
アンペルと共に旅をしているオーレン族の女戦士。年齢は不詳。身長164cm。ライザ達との再会後、以前と変わってしまったレントに対し、彼の嘘を見抜いて叱りつけ、活を入れた。錬金術士全般を憎むセリに対しては、ライザをクリント王国の者達のような人間としてではなく、きちんと人柄を判断するようアドバイスしている。
モリッツ・ブルネン
声 - 竹内良太
ボオスの父親。物語冒頭でライザの部屋を訪れ、ブルネン家の先祖が過去に持ち帰ったという謎の石の調査を依頼する。なお、モリッツ自身は石に「虹の宝玉」と名付けていた。
パミラ・エービス
前作にも登場した冒険者の女性。今作ではヤギを連れてプディングを広める旅の途中、王都でライザと再会する。お宝好きな性格で、後に知らずにドラリア盗賊団に入ってしまう。

## 用語
アスラ・アム・バート
ロテスヴァッサ王国の首都。本作の主な舞台。街の区画は露店が立ち並び、ライザのアトリエがある「アースター中央区」、カフェやアーベルハイム邸がある「バイスハイト学園区」、職人達の工房や鍛冶場がある「ラウフ職人区」、クーケン島のような懐かしい雰囲気を感じる「クラーレス農業区」で構成される。王都の主要産業は国中から集まる金属の加工で、農業の方はなり手が少なく、実際に農業区は閑散とし、憩いの場の公園のような状態になっている。街の南側には過去に閉鎖された鉱山があり、東側には王都と港を結ぶメーレスブリーゼ街道が伸びる。
遺跡
王都の近郊に五つあると目される古代遺跡。クリント王国が存在した時代よりも遙か昔に造られた物とされるが、王都の人々は特に興味を示さないらしい。タオが調べた過去の伝承を切っ掛けに各地の遺跡調査に赴くことになる。遺跡の最奥には魔力を含む巨大な水晶があるほか、遺跡内では古式秘具の「追憶の羅針盤」を使用して散らばる遺跡の欠片や結晶、記憶の粒子を集めることができ、集めた情報を「探究手帖」で推理することで遺跡の謎が徐々に解けるようになる。謎を正しく解いた場合は、新しいアイテムレシピや大量のSPを入手可能。

## 関連商品

### CD
ライザのアトリエ2 ガスト限定 ドラマCD『あの夏、ふたたび。〜少し大人になった少女たちの女子会〜』
ライザのアトリエ2 豪華絢爛！GS最強ギャラクシーコンボセット収録。